# Elecciones presidenciales de Eslovaquia de 2009
Las elecciones presidenciales de Eslovaquia de 2009 se llevaron a cabo entre marzo y abril. Fueron las terceras elecciones presidenciales directas del país. Ivan Gašparovič, presidente incumbente, obtuvo su reelección en segunda vuelta, derrotando a la candidata demócrata cristiana Iveta Radičová, primera mujer de su país en pasar a segunda vuelta en una elección presidencial, y que posteriormente sería también la primera mujer en ocupar el cargo de jefa de gobierno de Eslovaquia.
Hubo siete candidatos en la primera vuelta, celebrada el 21 de marzo. Gašparovič obtuvo fácilmente la segunda fuerza con un 46.71% de los votos, mientras que Radičová obtuvo una cantidad sorprendentemente alta del 38%, pasando ambos a segunda vuelta. Los otros cinco candidatos recibieron menos del 6%. La participación para la primera ronda fue solo del 47.9%, un leve aumento con respecto a la elección anterior.
La segunda vuelta de las elecciones se llevó a cabo el 4 de abril, y la Comisión Electoral Central anunció los resultados al día siguiente. Gašparovič, recibiendo 1.234.787 votos, ganó las elecciones con el 55.5% de los votos. Posteriormente declaró: "estoy feliz de poder estar aquí hoy con el primer ministro y el presidente del Parlamento. [...] Esta elección es la prueba más directa de que la gente confía en nosotros". La participación electoral ascendió bastante, superando finalmente la mitad, con casi el 52% del electorado emitiendo sufragios.

## Resultados
| | Ivan Gašparovič                    | Movimiento para la Democracia                             | 876.061   | 46.71 | 1.234.787 | 55.53 |  |  |  |
| | Iveta Radičová                     | Unión Demócrata y Cristiana Eslovaca-Partido Democrático  | 712.735   | 38.05 | 988.808   | 44.47 |  |  |  |
| | František Mikloško                 | Demócratas Conservadores de Eslovaquia                    | 101.573   | 5.42  |           |       |  |  |  |
| | Zuzana Martináková                 | Foro Libre                                                | 96.035    | 5.12  |           |       |  |  |  |
| | Milan Melník                       | Partido Popular-Movimiento por una Eslovaquia Democrática | 45.985    | 2.45  |           |       |  |  |  |
| | Dagmar Bollová                     | Independiente                                             | 21.378    | 1.14  |           |       |  |  |  |
| | Milan Sidor                        | Partido Comunista de Eslovaquia                           | 20.862    | 1.11  |           |       |  |  |  |
| Votos en blanco/anulados                                                                                                   | Votos en blanco/anulados           | Votos en blanco/anulados                                  | 17.810    | –     | 18.567    | –     |  |  |  |
| Total | Total                              | Total                                                     | 1.893.439 | 100   | 2.242.162 | 100   |  |  |  |
| Votantes registrados/participación                                                                                         | Votantes registrados/participación | Votantes registrados/participación                        | 4.339.331 | 47.94 | 4.204.899 | 51.67 |  |  |  |
| Fuente: Nohlen & Stöver, European Election Database Archivado el 7 de diciembre de 2017 en Wayback Machine., Our Campaigns |                                    |                                                           |           |       |           |       |  |  |  |